# Dorfkirche Minzow

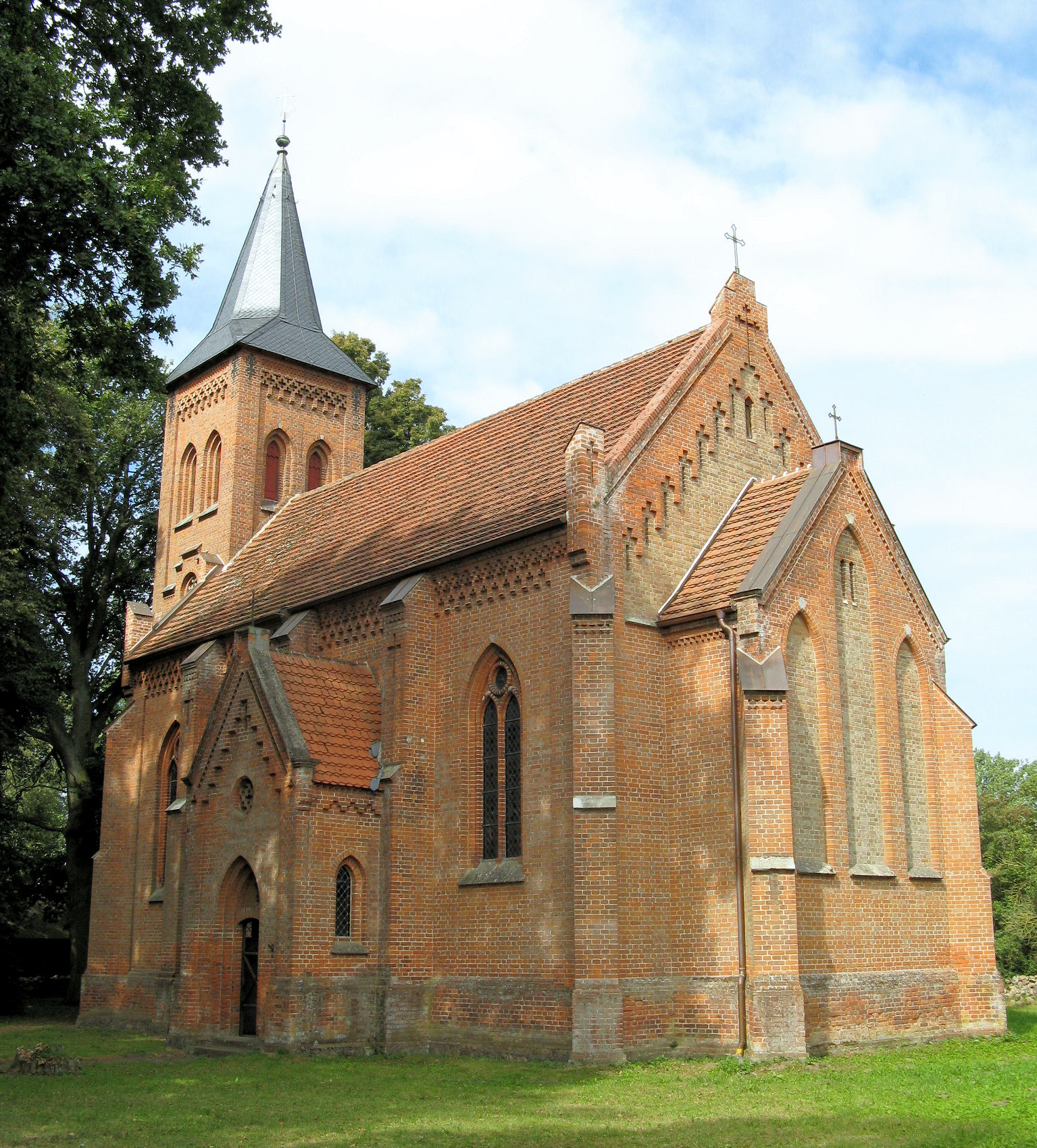
Dorfkirche in Minzow

Die Dorfkirche in Minzow, einem Ortsteil von Leizen im Landkreis Mecklenburgische Seenplatte in Mecklenburg-Vorpommern ist ein historistisches Kirchenbauwerk von 1862.

## Beschreibung

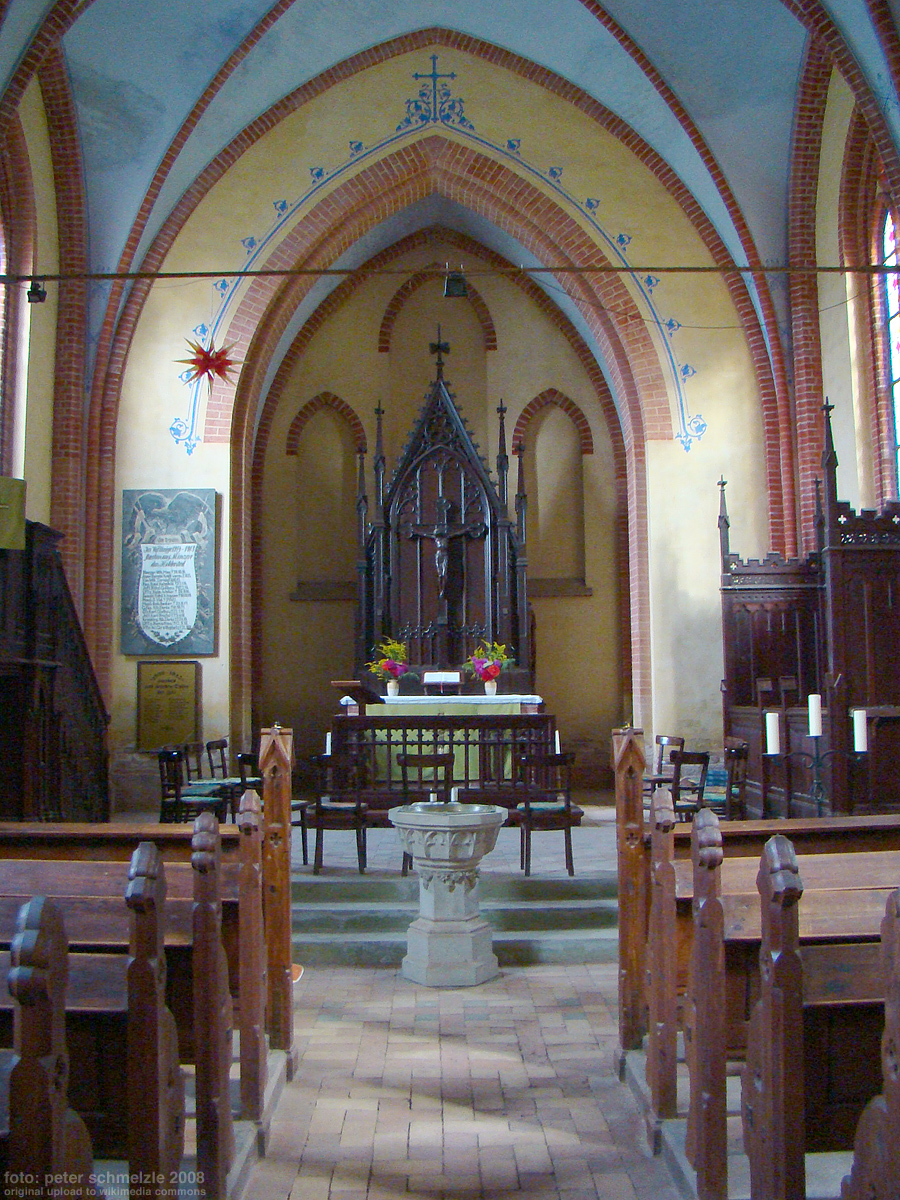
Blick auf den Chorraum

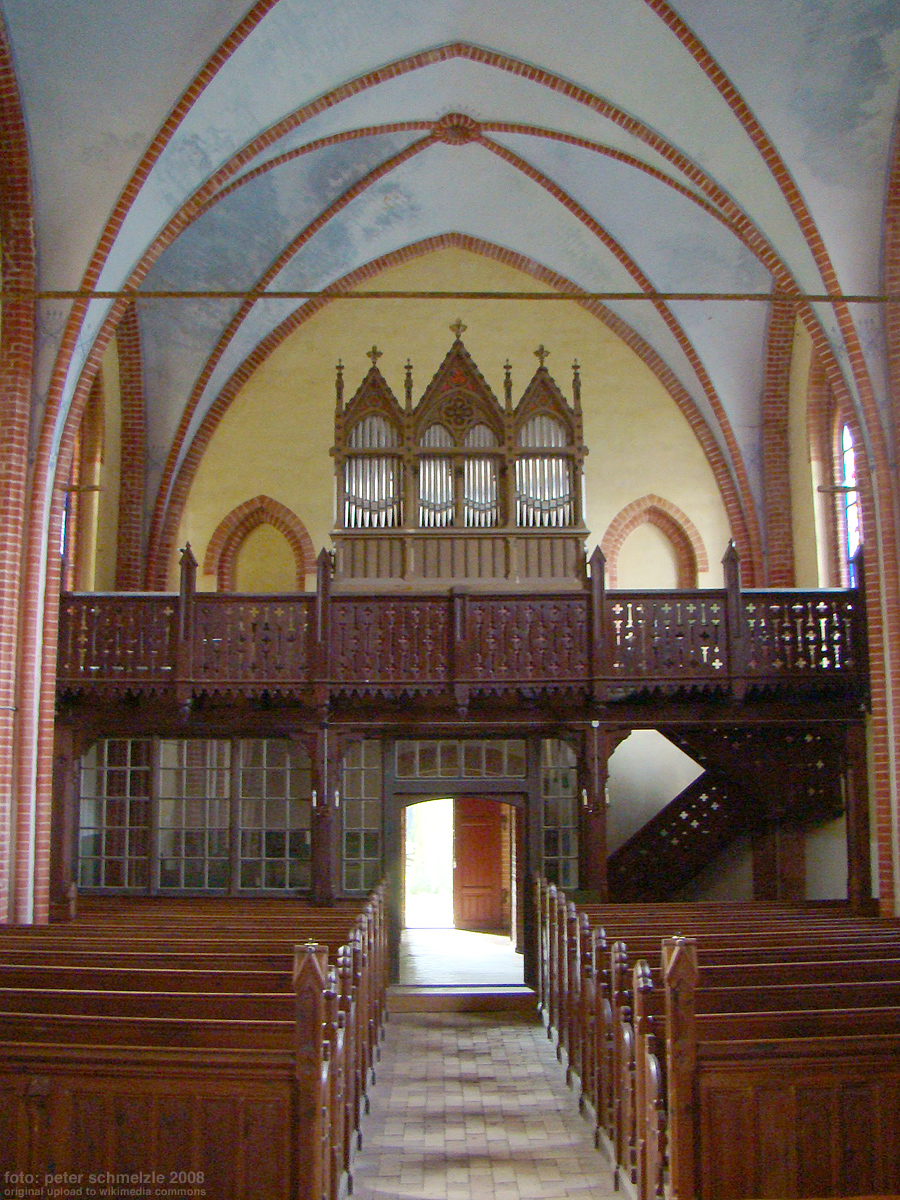
Blick auf die Orgel

Die Kirche wurde 1860 bis 1862 in der Ortsmitte von Minzow nach Plänen des Architekten Theodor Krüger errichtet. Damals wurde die Kirche als erstes Bauwerk erkannt, dass dem Mecklenburgischen Kirchenbauregulativ, einer engeren Fassung des Eisenacher Regulativs, Rechnung trug.
Das im neogotischen Stil ausgeführte und von einem Kreuzgewölbe überspannte Kirchenschiff ist rechteckig. Die Chornische ist nach Osten ausgerichtet, der Zugang zur Kirche erfolgt durch das Untergeschoss des nach Westen ausgerichteten Turmes.
Der Turm ist von einem schiefergedeckten Pyramidenhelm bekrönt.
Im Westen des Kirchenschiffs ist eine Empore eingezogen. Unter der Empore befindet sich ein verglaster Vorraum, der als Winterkirche genutzt wird. Nach Norden ist an das Kirchenschiff eine Sakristei angebaut. Nach Errichtung der Kirche wurde Minzow 1863 zur eigenständigen evangelischen Kirchengemeinde erhoben. Die Kirche hatte anfangs zwei Glocken, von denen eine im Jahr 1940 eingeschmolzen wurde. Die verbliebene Glocke stammt ursprünglich aus der Kirchenruine Dambeck.

## Orgel
Auf der Empore befindet sich eine 1892 erbaute Orgel des Rostocker Orgelbauers Julius Schwarz. Das Kegelladen-Instrument hat 7 Register auf einem Manual (C–f3: Bordun 16′, Principal 8′, Hohlflöte 8′, Salicional 8′, Octave 4′, Octave 2′) und Pedal (C–d1: Subbaß 16′). Die Trakturen sind pneumatisch. Das Manualwerk ist an das Pedal koppelbar.